# Miranda Van Eetvelde
Pour les articles homonymes, voir Van Eetvelde.
Miranda P.A. Van Eetvelde, née le 24 septembre 1959 à Zele est une femme politique belge flamande, membre de la N-VA.
Elle fut employée, puis placeur à la VDAB (1992-2010).

## Carrière politique
- Députée fédérale depuis le 6 juillet 2010 au 24 mai 2014
- Députée flamande au 25 mai 2014
  - sénatrice depuis le 22 octobre 2014 en remplacement de Elke Sleurs, secrétaire d'État fédérale.